# Valérie Maltais
Valérie Maltais (n. 4 iulie 1990, Saguenay⁠(d), provincia Québec, Canada) este o sportivă ce a reprezentat Canada, medaliată olimpică. A participat la 3 ediții ale Jocurilor Olimpice (2010, 2014, 2022) în care a câștigat o medalie de aur și o medalie de argint.